# Конько, Иван Кузьмич
Иван Кузьмич Конько (1919-1944) — лейтенант Рабоче-крестьянской Красной Армии, участник Великой Отечественной войны, Герой Советского Союза (1944).

## Биография
Иван Конько родился 10 мая 1919 года в селе Табурище (ныне — в черте Светловодска Кировоградской области Украины). После окончания шести классов работал комсоргом колхоза. В 1939 году Конько был призван на службу в Рабоче-крестьянскую Красную Армию. С первых дней Великой Отечественной войны — на её фронтах. Был два раза ранен. К марту 1944 года лейтенант Иван Конько командовал пулемётным взводом 936-го стрелкового полка 254-й стрелковой дивизии 52-й армии 2-го Украинского фронта. Отличился во время освобождения Румынии.
28 марта 1944 года взвод Конько переправился через Прут и в течение суток держал оборону на захваченном плацдарме, отразив семь ожесточённых контратак противника. В тот же день Конько первым ворвался в деревни Кырпиций (ныне — Виктория в 15 километрах к северу от Ясс), уничтожив 15 вражеских солдат. Переправившись через реку Жижия, взвод Конько успешно отразил четыре вражеские контратаки и захватил важную высоту. 7 апреля 1944 года Конько погиб в бою. Похоронен в Виктории.
Указом Президиума Верховного Совета СССР от 13 сентября 1944 года за «мужество, отвагу и героизм, проявленные в борьбе с немецкими захватчиками» лейтенант Иван Конько посмертно был удостоен высокого звания Героя Советского Союза. Также был награждён орденом Ленина и медалью «За отвагу».
В честь Конько названа школа и улица в Светловодске.